# Estádio José Nasazzi
José Nasazzi é um estádio de futebol localizado no bairro prado, na cidade de Montevidéu no Uruguai, pertence ao Club Atlético Bella Vista e tem capacidade para 15 mil torcedores.

## História
Antigamente o estádio era conhecido como Olivos Park, mas teve seu nome alterado para homenagear José Nasazzi.